# Rata talpera
La rata talpera (Arvicola amphibius) és una espècie colonial de rosegador que excava complicades galeries subterrànies semblants a les dels talps, d'això li ve el nom.

## Descripció
És un arvicolí de cos allargat, potes curtes i orelles petites que sobresurten molt poc entre el pelatge. La cua no arriba a la meitat de la llargada del cap i el cos junts: és recoberta de pèls curts i fins esclarissats.
El dors és de color marró groguenc més o menys fosc amb alguns pèls negres. Els flancs són més groguencs i el ventre és de tons grocs cendrosos. La cua sol ésser força unicolor, poc més clara per la part inferior que per la superior.
Dimensions corporals: cap + cos (15 - 18,2 cm) i cua (6,3 - 8,6 cm).
Pes: 100-180 g.

## Hàbitat
Prats de muntanya humits i de sòls profunds aptes per a excavar. Tot i que alguna vegada se la pot veure en conreus i en altres ambients, no penetra mai als boscos tancats.

## Costums
La major part del temps el passa dins les seves galeries subterrànies, de manera que és difícil veure-la, malgrat que es manté activa tant de dia com de nit.

## Rastre
En excavar les seves galeries, deixa a la superfície munts de terra semblants als del talp, si bé disposats de manera arbitrària i no pas alineats com els d'aquest insectívor. Una altra manera de saber si els pilonets de terra són obra d'un talp o d'una rata talpera és observar-ne la galeria: si és perpendicular a la superfície del sòl, la talpera és de talp, mentre que si és inclinada, és de rata talpera.

## Espècies semblants
La rata d'aigua és més robusta, té el pelatge de tons rogencs i la cua més llarga (supera la meitat de la longitud del cap més el cos).